# 佐倉市立南部中学校
佐倉市立南部中学校（さくらしりつ なんぶちゅうがっこう）は、千葉県佐倉市神門にある公立中学校。名称は｢南中｣、｢南部中｣。

## 沿革
- 1947年（昭和22年）
  - 4月 - 印旛郡根郷村立根郷中学校として開校。
- 1954年（昭和29年） - 市制施行により、佐倉市立根郷中学校に改称。
- 1960年（昭和35年） - 佐倉市立和田中学校、佐倉市立弥富中学校を統合する。
- 統合に伴い、佐倉市立南部中学校と改称する。

## 校長
- 村上　安仁

## 部活動
- バレーボール部（女）
- バスケットボール部（男女）
- ソフトテニス部
- サッカー部
- 野球部
- 陸上部
- 剣道部
- 吹奏楽部
- 美術部

## 学区
六崎560の8　1745　1747～1751　1753～1778の2　1779の2　1780　小篠塚　神門　木野子　城1～681　683の2　683の5　684～690　692～699　701～725　727　745の2　746の1　754の10　756の2　756の3　762～784　石川302の8　399～427　508～585　587～590　592～621　622の4　638の1　638の3　639の3　639の8　640の1　640の2　640の6～650　781の1　781の17～781の53　1754～1755　馬渡　藤治台　大作一丁目　大作二丁目　寒風　直弥　上別所　米戸　瓜坪新田　下勝田　八木　長熊　天辺　宮本　高崎　坪山新田　岩富町　岩富　坂戸　飯塚　内田　宮内　西御門　七曲　内田・飯塚・宮内入会

## 交通
- 総武本線佐倉駅
- 京成バス千葉イースト 南部中学校･神門バス停